# Hägnegöl
Hägnegöl är en sjö i Värnamo kommun i Småland och ingår i Lagans huvudavrinningsområde.